# Nops guanabacoae
Nops guanabacoae är en spindelart som beskrevs av MacLeay 1839. Nops guanabacoae ingår i släktet Nops och familjen Caponiidae.
Artens utbredningsområde är Kuba. Inga underarter finns listade i Catalogue of Life.